# ベストオブクラシック
『ベストオブクラシック』は、NHK-FMで1991年4月1日から放送されているクラシック音楽看板番組である。

平日の19時35分 - 21時15分に放送されている（2025年3月31日から）。

## 概要
この番組ではクラシック音楽の盟主たちによるコンサート音源を放送するが、毎月主として1週目・3週目には4 - 5回を一つのくくりとして海外で行われるクラシックコンサートの音源を各放送機関提供のライブ録音音源を使ってシリーズで放送する。また随時日本各地で公開収録も実施される。前身番組は「クラシックコンサート」（放送期間は1985年4月～1991年3月）。
また、NHK交響楽団の定期演奏会時（B・C定期、年間18回）には放送開始を19時に繰り上げて生中継する（NHKホールおよびサントリーホール）。この場合、NHKの必須業務である、19時放送の「きょうのニュース」年間18日分（A定期含むと27日分）が放送休止となる。ただ、放送法等には休止にできる規定はなく、その根拠は明確にされていない。更に、番組HPには「世界中の上質な演奏会をじっくり堪能する本格派クラシック番組」と説明されているだけで、公式の「放送番組時刻表」には、N響定期B・Cプログラムの一年先の公演日程（曜日も水・金で確定)が決まっているが、当番組内で放送されるとは記載されていない。Aプログラムも特別枠であるとの表示もないので、随時番組ではなく「通常番組」と理解される。
但し、演奏会当日であっても、局の都合により生中継しない公演があり、その場合は後日当番組の通常枠で録音中継される。なお2023-24シーズンから主催者の方針で一部変更され、Cプロのみが生放送、Aプロと、土曜日のBプロは原則録音（土曜日は一部生の回あり）としていたが、2024-25シーズンは原則月末（カレンダーにより月またぎあり）の木、金、土曜の3日連続での録音放送（土曜日はこれまで通り一部生あり）とすることになった。
演目により放送時間を延長する場合があり、19:20 - 21:00での放送時間帯だった2005年度までは後番組の「ミュージックスクエア」（当時）は遅れで開始し、「名曲スケッチ」は休止となる体制となっていた。多くは10分の延長だが稀に10分以上の延長があり、その場合は「青春アドベンチャー」等の後続番組の開始時刻が繰り下がったり「青春アドベンチャー」を当日休止して翌日に二本続けて放送したり等があった。2006年度以降は毎日21:10で終了するため放送時間延長による変更は少なくなったが、逆に時間が余るようになり余った時間はCDによる演奏で埋める。
案内役は山田美也子が担当し、観客として著名人をゲストに招き、演奏開始までの合間・休憩・終演後に2人のトーク・コメントを交えて放送される（ゲストの著名人は演奏は客席で一聴衆として演奏会を鑑賞し、演奏以外の時間は放送用のブースにてトーク・コメントを行う）。実際の開演は19:05、更に休憩時間20分を含む計25分間の空白時間を視聴者と共有する。収録のEテレビでは、この時間はカットされている。
なお、毎年夏季に行われているヨーロッパのクラシック音楽コンサート（「速報 ヨーロッパ夏の音楽祭（西暦年度）」）と、「日本音楽コンクール本選会」の模様もこの枠で放送されるが、「ベストオブクラシック」のタイトルはつかず、別枠扱いとなっている。「速報- 」は欧州放送連合に基づく放送のため、放送開始時にEBU共通の開始ファンファーレ（モンテヴェルディ『オルフェオ』のトッカータ）が鳴る。
年2回（1回の年もある）、「海外現代音楽特集」が行われる。

## テーマ曲
番組のオープニングとエンディングにかかる曲は、北爪道夫がこの番組のために作曲したものでCD収録などはされていない。
ホルンやトランペット等の金管群の印象的な旋律に導かれて曲が始まり、少し落ち着いたところでナレーションがかぶるような用いられ方をしている。
エンディングは、当日放送の演奏スタイル（アンサンブルの時はアンサンブルバージョンで、ピアノソロの時はピアノバージョンでという具合）のバージョンがかかる。
NHK交響楽団の定期演奏会生中継がある場合、オープニングでは流れず、エンディングも別の曲を使用している。

## その他
本番組が休止となるケースは「今日は一日○○三昧」や年末年始の特集番組がある程度であるが、2008年8月7日放送予定分は高校野球中継が続いていたため翌8日に変更となった。本来、高校野球中継はラジオ第1放送が行うことになっているが、ラジオ第1放送では北京オリンピックのサッカー男子予選「日本VSアメリカ」の中継があったため、高校野球中継をFM放送に振り替えていた。
2011年3月11日と14日 - 18日は、東日本大震災の発生により安否情報および終日ラジオ第1放送と同時に関連ニュースを放送した関係で放送中止となった。同年3月22日から放送再開となった。
2014年11月18日に放送予定だった「ザ・フィルハーモニクス演奏会」は、直前番組でもある「NHKきょうのニュース」が安倍晋三総理大臣の記者会見の中継を含め、19:55まで拡大したため放送休止となり、2015年1月7日に改めて放送された。
本番組は、「NHKネットラジオ らじる★らじる」でも同時配信されているが、放送する回によっては権利上の理由で同時配信されない回もある。
2000年代の始め（小澤征爾がウィーン国立歌劇場の総監督を務めていた時期と重なる）には、ウィーンフィルの定期公演（現地時間の午前11時開演）なども時々生中継されていた。